# 马来西亚协定
《馬來西亞協定》，全稱《大不列顛及北愛爾蘭聯合王國與馬來亞聯合邦、北婆羅洲、砂拉越和新加坡之間關於馬來西亞的協定》，簡稱MA1963或MA63，是一份結合馬來亞、北婆羅洲、砂拉越和新加坡來取代原有的馬來亞聯合邦的協議，而聯盟後的國家稱「馬來西亞」。新加坡在1965年8月9日脫離馬來西亞，成為一個獨立國家。
《马来西亚协定》是一份拥有法律地位的文件，且必须在《政府级委员会报告书》条文及《1963年马来西亚法令》下同读。

## 協議内容[1]

### 正文

#### 第一條
作为英殖民地的北婆罗洲、砂拉越以及新加坡将依据本协议及各项附录联邦化，成为沙巴、砂拉越与新加坡，并与原先马来亚联合邦的所有州属组成联邦，联邦此后称为“马来西亚”。
The Colonies of North Borneo and Sarawak and the State of Singapore
shall be federated with the existing States of the Federation of Malaya as
the States of Sabah, Sarawak and Singapore in accordance with the
constitutional instruments annexed to this Agreement and the Federation
shall thereafter be called " Malaysia ".

#### 第二條
马来亚政府须采取适当行动，依据本协议A附录在马来亚联合邦国会立法，并在1963年9月16日生效（此日是马来西亚日）。

#### 第三條
英國政府将寻求女王会同枢密院批准，依据本协议B、C及D附录授予成为马来西亚州属的北婆羅洲、砂拉越、新加坡之宪法。

#### 第四條
英國政府將采取适当步骤提呈一項法案予國會通過，於馬來西亞成立日起，英國將放棄對北婆羅洲、砂拉越、新加坡的主權。

#### 第五條
马来亚政府将采取适当步骤在马来西亚日之前，依据本协议E附录，在国会提呈法案并寻求通过，将马来亚联合邦移民法令扩展及制定新条文，以纳入有关入境沙巴及砂拉越的规定之条文。

#### 第六條
英国与马来亚于1957年10月12日签署的防务及双边援助协议，须扩展至整个马来西亚国土，以让英国继续使用在新加坡和马来亚联合邦的军事基地和军事设施，负起马来西亚及共和联邦的防务与援助责任，及维持东南亚的和平。这须依据本协议F附录进行。

#### 第七條
马来亚联合邦同意英国政府在马来西亚日之前依据G附录，制定补偿其在北婆罗洲及砂拉越的海外官员退休福利；英国政府与马来西亚政府须在马来西亚日过后尽速签署本协议的H及I附录，如情况需要，马来西亚政府也须同步获得沙巴、砂拉越及新加坡政府签署有关附录。

#### 第八條
倘若马来西亚联邦宪法未有条文履行1963年2月27日签署的政府际委员会报告A及B附录以及第三章，马来亚联合邦、北婆罗洲及砂拉越须采取立法、行政或任何其他必须之行动加以履行。

#### 第九條
马来亚联合邦及新加坡须将有关共同市场及财务安排的本协议J附录制成协议。

#### 第十條
倘若马来西亚联邦宪法未有条文履行本协议K附录说明之有关广播与电视事宜，马来亚联合邦及新加坡须采取立法、行政或任何其他必须之行动加以履行。

#### 第十一條
除了本协议的附录以英文书写外，本協議以英文本和馬來文本簽署，倘内容存疑，以英文本为准。

### 附录
附录A：马来西亚法案
附录B：沙巴宪法
附录C：砂拉越宪法
附录D：新加坡宪法
附录E：移民法案
附录F：防务及双边援助协议
附录G：驻外人员补偿与退休福利协议
附录H：沙巴与砂拉越公职人员协议
附录I：新加坡公职人员协议
附录J：马来亚联合邦与新加坡间共同市场及财务安排协议
附录K：新加坡州广播与电视协议

## 延伸阅读
- Allen, J. de V.; Stockwell, Anthony J. Wright., Leigh R. , 编. . Oceana Pubns. 1980. ISBN 978-0379007817.